# Artturi Jämsén
Artturi Jämsén (* 7. Februar 1925 in Pihtipudas; † 11. August 1976 in Moskau) war ein finnischer Politiker des Landbundes ML (Maalaisliitto) sowie der 1965 daraus hervorgegangenen Zentrumspartei KES (Suomen Keskusta), der unter anderem zwischen 1970 und 1971 Innenminister Finnlands und im Anschluss von 1971 bis zu seinem Tode 1976 Gouverneur der Provinz Mittelfinnland war.

## Leben
Jämsén, Sohn des Landwirts Otto Jämsén und dessen Ehefrau Iida Paananen, besuchte die Grundschule sowie Volkshochschule und arbeitete danach auf dem Bauernhof seiner Eltern. 1946 wurde er Mitarbeiter in der Geschäftsstelle des Landbundes ML (Maalaisliitto) für Mittelfinnland und fungierte im Anschluss von 1947 bis 1952 als Geschäftsführer des Jugendverbandes des Landbundes MNL (Maaseudun Nuorten Liitto) für Mittelfinnland sowie zugleich zwischen 1950 und 1954 als dortiger Geschäftsführer des ML. Daneben bewirtschaftete er zwischen 1953 und 1955 zunächst einen Bauernhof in Kontinkangas und danach von 1955 bis 1971 in seinem Geburtsort Pihtipudas
Bei der Wahl am 7. und 8. März 1954  wurde er für den Landbund zum Mitglied des Reichstags gewählt und vertrat dort zunächst bis zum 19. Februar 1962 den Wahlkreis Vaasa. Im Anschluss wurde er bei der Wahl am 4. und 5. Februar 1962 im Wahlkreis Mittelfinnland wieder zum Mitglied des Reichstages gewählt, dem er nunmehr bis zum 31. Mai 1971 angehörte. Am 15. Juli 1970 wurde er als Innenminister Finnlands (Sisäasiainministeri) in das Kabinett Karjalainen II berufen und übte diesen Ministerposten bis zum 27. Mai 1971 aus.
Nach seinem Ausscheiden aus Regierung und Reichstag wurde er 1971 Nachfolger von Eino Palovesi als Gouverneur der Provinz Mittelfinnland und bekleidete diesen Posten bis zu seinem Tode am 11. August 1976, woraufhin er durch Kauko Sipponen abgelöst wurde. Jämsén war seit 1955 mit Elä Paula Pakkala verheiratet.

## Weblink
- Eintrag auf der Homepage des Reichstages